# セントシティ
セントシティ（SAINTcity）は、福岡県北九州市小倉北区にある複合型商業施設。
JR小倉駅前のビル「セントシティ北九州」に入居し、地元企業が出資する北九州都心開発がジョーンズ・ラング・ラサール（JLL）に委託する形で管理運営を行なっている。2021年4月に施設名称を小倉駅前アイムから改称し、オフィスフロアを含む複合商業施設としてリニューアルオープンした。
本項では、かつて同ビルに入居していた百貨店（小倉そごう・小倉玉屋（移転後）・小倉伊勢丹・コレット井筒屋→コレット）についても記述する。

## 概要

### 小倉そごう
セントシティを構成するビルは、小倉駅前周辺地区の市街地再開発事業（小倉駅前東地区第一種市街地再開発事業）により建設され、1993年（平成5年）に開業した。オープン時の核テナントは株式会社小倉そごうが運営する小倉そごうであり、百貨店としては九州最大の売場面積を擁し、北九州市が推進していた北九州市ルネッサンス構想に歩調を合わせて「咲かせたい、暮らしルネッサンス」をキャッチフレーズとしていた。
そごうは当ビルの敷地の一部を開業24年前の1969年（昭和44年）に取得しており、当初予定していた1981年（昭和56年）から12年越しの出店であった。小倉そごうビルは各フロアに地元地権者が区分所有する区画が存在し、地権者が直接運営したり賃貸する形で百貨店以外の店舗が混在していた。再開発事業の着手時点で、権利者数は土地所有者17名、借地権者3名、使用賃借による建物所有等2名、借家権者64名の合計86名であった。
2000年（平成12年）、親会社そごうの破たんに伴い、黒崎そごうとともに同年12月25日に閉店した。小倉そごう閉店後も一部の地権者は引き続き店舗を営業継続、家賃・共益費の約30%減を提示してそごうの営業再開を求めていた。そごう側は小倉そごうの営業再開を目指して地元財界に協力を求め、会社更生法適用申請を提案したが、融資元の福岡銀行などが申請を拒否したため破産手続きに移行し、営業再開を断念した。

### 小倉玉屋（仮店舗）
小倉そごうの営業再開が実現しなかったため、後継テナントの誘致を目的として地元企業の出資により北九州都心開発を2001年（平成13年）4月に設立した。しかし複雑な権利関係などがネックとなり、後継テナントの誘致が遅れた。その後、2002年（平成14年）3月に、室町一丁目地区第一種市街地再開発事業（リバーウォーク北九州）の施工区域内にあった小倉玉屋が、資金難からリバーウォークへの（再）入居を断念したことで、地元財界の働きかけにより小倉玉屋が地下1階から4階までに仮入居し、営業を継続した。しかし、改装もほとんど行わないまま入居したこともあって客足は伸びず、同年12月25日に小倉玉屋は閉店した。
小倉玉屋の仮営業中も大手百貨店の誘致交渉は継続して行われ、地権者らの要望を受けた管財人が意向を打診した8社のうち、伊勢丹、髙島屋、松坂屋、西武百貨店の4社が出店を検討すると回答していた。

### 小倉伊勢丹/I'm専門店街
小倉玉屋閉店後、地元財界が中心となって井筒屋との関係が深い伊勢丹を誘致。伊勢丹7割・井筒屋3割の出資比率で新会社「株式会社小倉伊勢丹」を設立し、2004年（平成16年）2月10日に開業した。コレットは、この時を開業日としていた。
伊勢丹は権利床の一括賃貸を出店の条件としていたが、地元地権者との交渉が難航し、一時は伊勢丹の出店は困難になったと報じられた。その後破産管財人の協力もあり、地権者保有床を北九州都心開発が賃借することでビルの権利を一本化し、小倉伊勢丹の出店が実現した。
ビル名は所有権移転に伴い2003年（平成15年）4月8日に「小倉そごうビル」から「セントシティ北九州」に改められ 、小倉伊勢丹は地下1階の一部と地上1階から6階までに入居、残るフロアは北九州都心開発が運営（プロパティマネジメントはアスクプランニングセンター）する「I'm専門店街」となった。
ところが、井筒屋との商圏バッティングや郊外型ショッピングセンターの相次ぐ出店などにより売り上げが伸び悩み、2007年（平成19年）12月25日に伊勢丹は小倉からの撤退を発表。同月、I'm専門店街のプロパティマネジメントはジオ・アカマツに変更された。
小倉伊勢丹は2008年（平成20年）3月25日に営業を終了したが、井筒屋が伊勢丹保有の小倉伊勢丹株式を備忘価額の1株1円で買収し、「閉店」とはせず「休業」の扱いとした。

### コレット/小倉駅前アイム
小倉伊勢丹の営業終了後、6日間の「休業」期間中に改装工事を行い、4月1日に社名を「株式会社コレット井筒屋」に改め、同名の店舗として営業を再開した。再開にあたっては、商品券等の発行業務と根幹部の企画立案業務を井筒屋本体に集約した。
その後、船場町の井筒屋本店と駅前店舗の棲み分けを図るため、2009年に両店舗間でのテナント移動を伴う大規模改装を行い、3月11日、店名を「コレット」に改めた。第1弾としてロフト・無印良品が6階に入居。5月下旬にはZARAが3階にテナントとして入居した。井筒屋は店休日を復活させたものの、コレットについては駅前という立地を生かし、元日以外の完全営業を続けた。
一方、I'm専門店街では2009年6月、地権者で構成するセントシティ北九州管理組合法人が北九州都心開発に対し、組合の承諾を得ずにプロパティマネジメント会社を変更したことで賃料収入を欠損し、テナントの倉庫賃料も組合に分配されていないなどとして約1億300万円の損害賠償を求め提訴した。同年、I'm専門店街は「I'm」に変えた後、2011年に再改称し「小倉駅前アイム」となった。
2018年7月31日、井筒屋が経営不振によりコレットを含む3店舗の閉鎖を発表し、コレットについては2019年2月28日をもって営業終了することとなった。後継の運営会社については既に引き合いがあり、北九州市長は年内にも参入企業の方向性を出すよう建物を保有する北九州都心開発などと協議すると表明した。
同年10月24日、コレット跡について北九州市長は「中核規模の店舗が出店に意欲的な動きを見せている」ことを明かした。11月にはコレット内に入居するZARA、ロフト、無印良品、その他の中小店舗などのテナントについて、小倉駅前アイムを運営する北九州都心開発が営業継続に向け交渉を開始すると日本経済新聞が報じた。
同年12月、北九州都心開発はコレットの後継店について百貨店の誘致交渉は行わず、新たなテナントの誘致と運営を同ビル上層階の小倉駅前アイムを運営するジオ・アカマツに委託する方針を決めた。12月28日、北九州都心開発は会見でコレット閉店後も同店に入る約150のテナントのうち40店が暫定的に営業を継続し、空きフロアを改装した上で翌年の2020年3月までに全面開業を目指す方針を示した。

### 小倉駅前アイム
コレットの閉店後、ビルを運営する北九州都心開発は1年かけて家電量販店や大型スポーツ用品店などの新規テナントを誘致し、2020年（令和2年）3月に全館を専門店ビルとしてリニューアルする方針を表明した。地下1階はコレットと同様に食料品店とし、テナント数はコレット時代の約150から約90に減らして各店舗の大型化を図り、他の商業施設と差別化を図るとしていた。
その後、北九州都心開発は2020年（令和2年）1月20日に記者会見を開き、改装計画の検討に時間を要したことなどから全館開業予定を8か月延期し、同年11月頃の開業を目指す方針を発表した。コレット撤退後閉鎖していた地下1階と4、5階は4月にリニューアル開業し、7階から9階はシェアオフィスやeスポーツ体験施設などに改装し段階的に稼働する予定としたが、入居予定のテナント名は明かしていない。
同年10月、施設運営の委託先がジオ・アカマツからジョーンズ・ラング・ラサール（JLL）に変更され、全館リニューアル開業の時期は2021年（令和3年）3月頃に再延期となることを朝日新聞が報じた。新たに運営を受託するJLLは同紙の取材に対し、2020年（令和2年）内に事業計画を作成し、化粧品店や飲食店、体験型娯楽施設などを導入するとした。

### セントシティ
JLLによる検討の結果、小倉駅周辺のオフィス需要が見込めるため7階から9階のフロアを商業施設からオフィスに転換し、2021年（令和3年）4月から施設名を「セントシティ」（SAINTcity）に改めて複合ビルとしてリニューアルする方針を決定。商業施設階にはユニクロの北九州市内最大店舗などが開業する。

## フロア
地下1階から地上14階までの商業フロアと平和通り側の独立店舗（野村證券北九州支店）から構成されている。
旧小倉そごうは商業フロア全階に展開していたが、各フロアに地元地権者の店舗が混在していた。10階のUCCフードカフェから11・12階のレストラン街まで吹き抜け構造で、14階の展望回転レストランに陳建一が経営する四川飯店がテナントとして入居していた。
2004年に開店した小倉伊勢丹および後継店舗のコレットは地下1階の一部と地上1階から6階までに入居し、残るフロアは専門店街「小倉駅前アイム」となった。2019年のコレット閉店後は、全館が小倉駅前アイムとなる。2021年4月に小倉駅前アイムは「セントシティ」に改称し、7階の一部フロアと8階・9階はオフィスフロアに転換する。

### テナント・入居企業
エレベーター・エスカレーターは旧小倉そごう時代からのものを継承し、地下1階から10階まではダブルクロスエスカレーターでどちらからでも上下両方に行くことができるが、方角を示すサインはリニューアルで消されているので注意が必要。なお一般用エレベーターは表に記載の5台のみで、後は全て業務用（搬出入作業用）である。
- エレベーターの記号
  - ×…出入設備は到達しているが停止扱いせず
  - ||…出入設備無し
  - ==…エレベーター設備そのものの設置無し

| 正面エレベーター | 正面エレベーター | 正面エレベーター | 東エレベーター | 東エレベーター | フロア | 主な商業・サービス店舗 | オフィスゾーン                                                       | 備考                                     |
| 左               | 中               | 右♿             | 左             | 右             | フロア | 主な商業・サービス店舗 | オフィスゾーン                                                       | 備考                                     |
| ---------------- | ---------------- | ---------------- | -------------- | -------------- | ------ | --- | -------------------------------------------------------------------- | ---------------------------------------- |
| ○                | ○                | ○                | ==             | ==             | 14     | （一般立入禁止） | - GMO kitaQ                                                          | エレベーターはGMO従業員・出入業者専用    |
| \|\|             | \|\|             | ×                | ==             | ==             | 13     | （閉鎖中） | （閉鎖中）                                                           |                                          |
| ○                | ○                | ○                | ×              | ×              | 12     | （一般立入禁止） | - GMO kitaQ                                                          | エレベーターはGMO従業員・出入業者専用    |
| ○                | ○                | ○                | ○              | ○              | 11     | 飲食店など |                                                                      |                                          |
| ○                | ○                | ○                | ○              | ○              | 10     | - CROSS FM 本社スタジオ・natu garden - SDフィットネス - パソコンスクールアビバ ・資格スクール大栄 - ほけんの窓口 |                                                                      |                                          |
| ○                | ○                | ○                | ○              | ○              | 9      | （一般立入禁止） | - タカギ 北九州オフィス                                              | 開発・営業部門が入居                     |
| ○                | ○                | ○                | ○              | ○              | 8      | （一般立入禁止） | - YE DIGITAL グループ - 新ケミカル商事 グループ - キッズキッズ保育園 | 保育園はオフィスゾーン勤務者専用         |
| ×                | ○                | ○                | ○              | ○              | 7      | - 喜久屋書店 | - ATOMica                                                            |                                          |
| ×                | ○                | ○                | ○              | ○              | 6      | - ロフト - ヤマダデンキ ベスト電器小倉駅前店 |                                                                      |                                          |
| ×                | ○                | ○                | ○              | ○              | 5      | - GU - ABCマートメガステージ - ヴィレッジヴァンガード - 古着屋 西海岸 - オーダースーツSADA |                                                                      |                                          |
| ×                | ○                | ○                | ○              | ○              | 4      | - ニトリデコホーム - セリア - サンキューマート - AT今藤 my makura Bed |                                                                      |                                          |
| ×                | ○                | ○                | ○              | ○              | 3      | - ユニクロ - ライトオン - Zoff - 楽天モバイル |                                                                      | ライトオンはチャチャタウン小倉からの移転 |
| ○                | ○                | ○                | ○              | ○              | 2      | - ZARA - 好日山荘 - 買取大吉 |                                                                      |                                          |
| ○                | ○                | ○                | ○              | ○              | 1      | - 無印良品 - HIS - 武田メガネ - 野村證券 北九州支店（独立区画） - ATMコーナー（独立区画） |                                                                      | 野村證券はそごう時代から独立区画         |
| ×                | ○                | ○                | ○              | ○              | B1     | - ルミエール 小倉駅前店 - サンキュードラッグ・サンキュー薬局&漢方つむぎ堂 小倉駅前店 - ファディ 小倉駅前店 - サイゼリヤ 小倉駅前セントシティ店 - サーティワンアイスクリーム セントシティ北九州店 - カプセルパーク セントシティ北九州店 - メディカルゾーン |                                                                      |                                          |
| ×                | ○                | ○                | ○              | ○              | B2     | 駐車場 | 駐車場                                                               | 自走式                                   |
| ×                | ○                | ○                | ○              | ○              | B3     | 駐車場 | 駐車場                                                               | 自走式                                   |

## ギャラリー

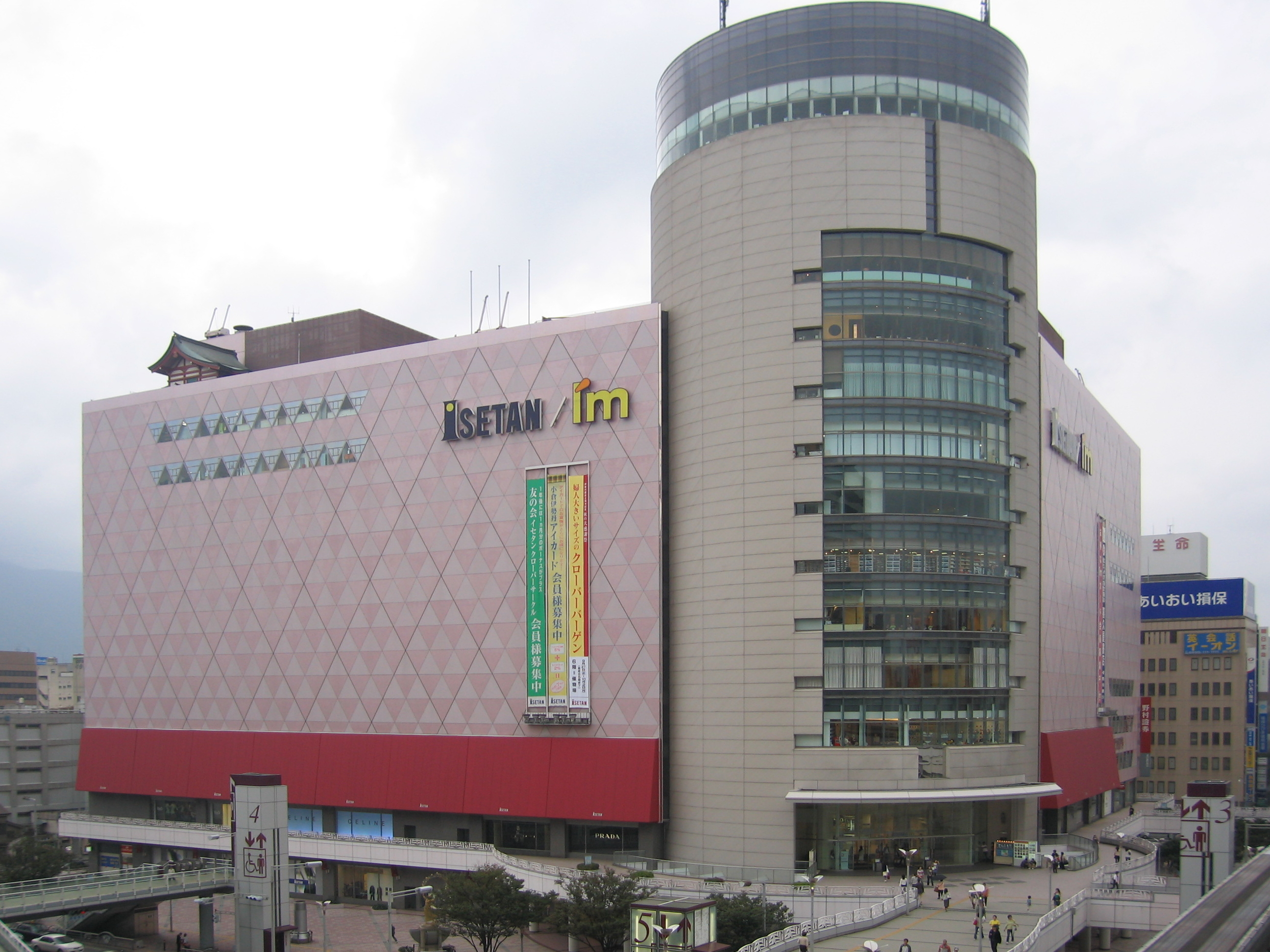
小倉伊勢丹時代の外観
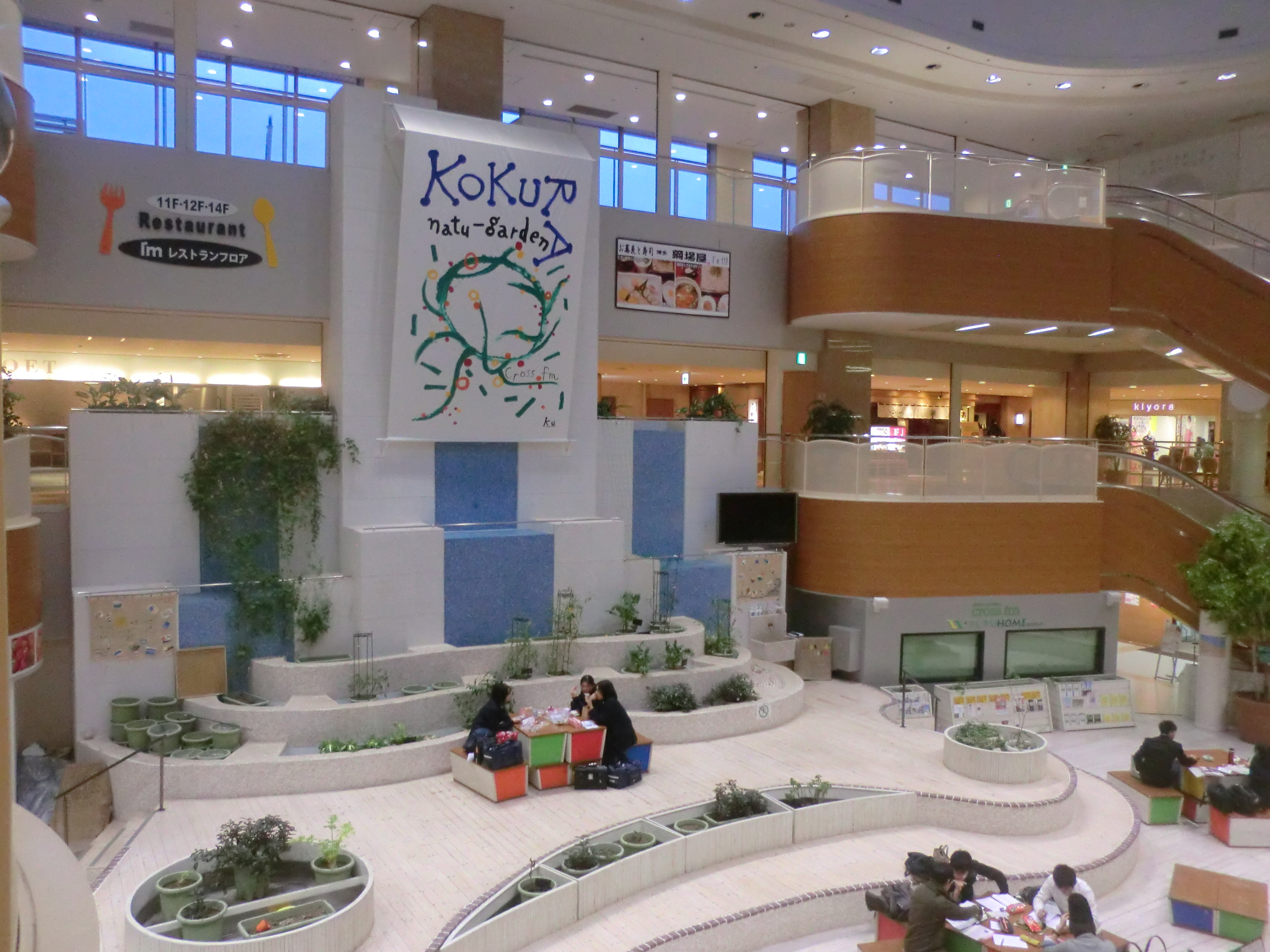
10階小倉ナチュガーデン（イベントスペース）
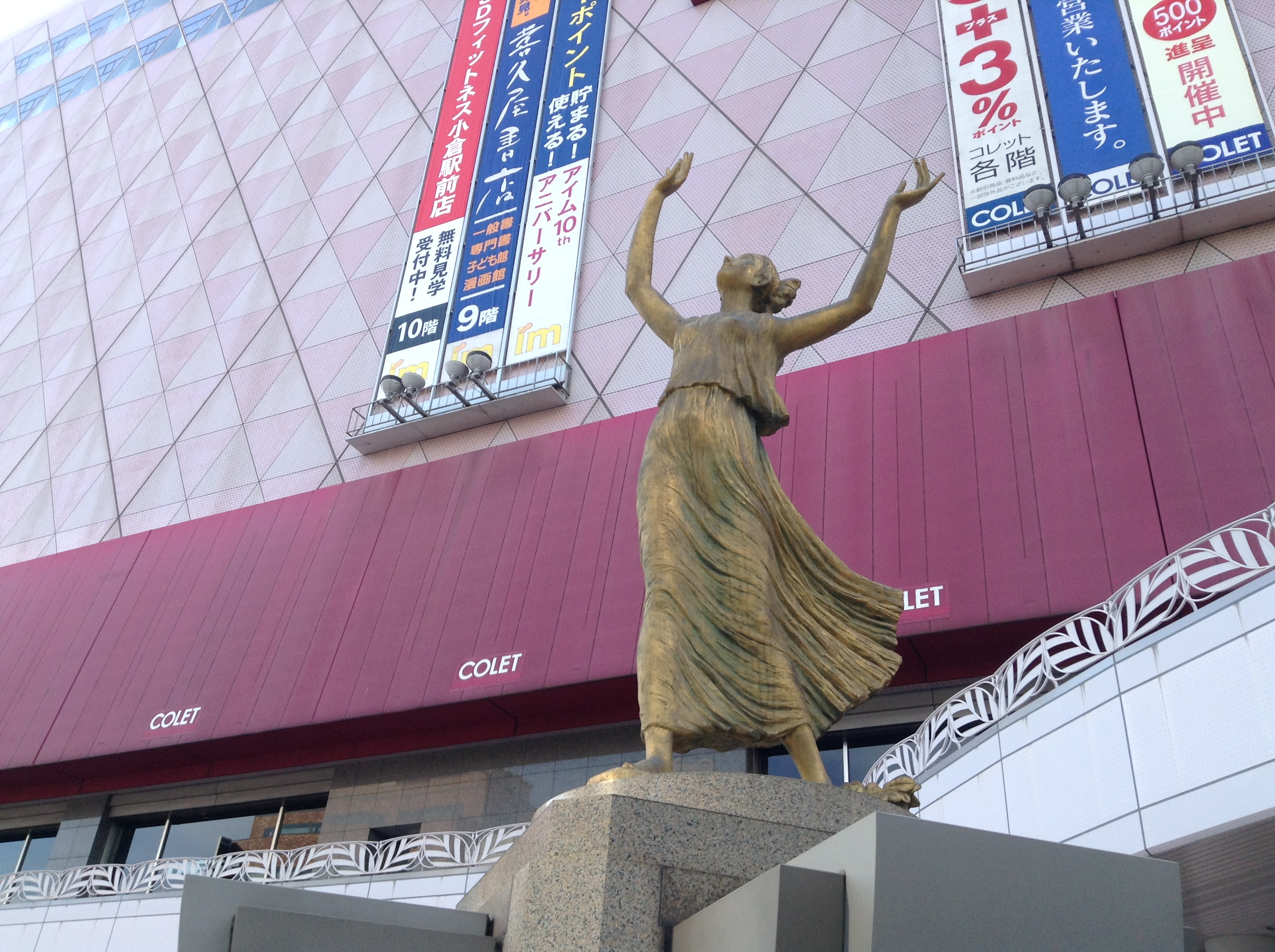
建物前の彫像

## 周辺
- 小倉駅
- 小倉駅バスセンター
- ガーデンシティ小倉
  - あいおいニッセイ同和損害保険北九州支社
  - 小倉駅前郵便局